# 소티리오스 키르야코스
소티리오스 "소티리스" 키르야코스(그리스어:Σωτήρης Κυργιάκος, 1979년 7월 23일, 트리칼라 ~ )는 그리스의 전 축구 선수로, 포지션은 센터백이다.
키르야코스는 티엘라 메갈로초리우 (Thyella Megalochoriou), 파나티네코스 FC 유스팀을 거쳐 1998년, 파나티네코스에서 선수 생활을 시작하였다.
1999년부터 2001년까지는 아요스 니콜라오스 (Agios Nikolaos)에서 임대 선수 생활을 했으며, 2005년 스코틀랜드 프리미어리그의 레인저스로 이적해 팀의 주력으로 활약하며, 스코틀랜드 프리미어리그 2004-05 시즌 리그 우승, 스코틀랜드 리그컵 우승을 경험하였다. 2006년부터 2008년까지는 2년간 분데스리가의 아인트라흐트 프랑크푸르트에서 뛰었고, 2008-09 시즌에는 AEK 아테네로 이적해 그리스 무대에 복귀하였다. 2009년 8월, 300만 유로로 추정되는 이적료에 잉글랜드 프리미어리그의 리버풀로 이적하였다.
그리스 축구 국가대표팀에는 2002년부터 소집되었으나, 그리스가 우승한 UEFA 유로 2004에는 부상으로 출전하지 못했다.